# ナイトアイズ 危険な肉体
『ナイトアイズ 危険な肉体』（ないとあいず きけんなにくたい、原題：Night Eyes）は、1990年のアメリカのエロティックスリラー映画。
本作は、トム・シトラノとアンドリュー・スティーヴンスが脚本を書き、ジャグ・マンドーラが監督した。
出演はアンドリュー・スティーヴンス、タニア・ロバーツ、クーパー・ハッカビー、ワーウィック・シムズ。この映画以降、同じような展開が繰り広げられる続編が次々と製作された。ビデオ発売時のタイトルは『ナイト・アイズ／狙われた危険な肉体』。

## あらすじ
ウィル・グリフィスは、ロサンゼルスで警備・監視会社を経営している。ウィルは、浮気性の妻ニッキーとの離婚騒動を抱えたロックスター、ブライアン・ウォーカーに雇われ、ブライアンの家にビデオカメラを設置して、ニッキーが浮気をしているところを撮影するように依頼される。しかし、この仕事をしているうちに、ウィルはニッキーと親しくなり、彼女に惹かれるようになってしまう。次第に彼女を守る言動や仕草が増え、仕舞いには彼女と関係を持つようになったウィルであったが、二人の関係を知ったブライアンが、嫉妬のあまり家に押し入ってくる。正当防衛とはいえ、ブライアンを殺してしまうウィル。その後、事件が次々と起こり始め、ウィルは自分が何か大きなもののためのおとりにさせられていたのではないかと気づき始める。

## キャスト
※括弧内は日本語吹替。
- ウィル・グリフィス -アンドリュー・スティーヴンス（山寺宏一）
- ニッキー・ウォーカー - タニア・ロバーツ（幸田直子）
- アーニー - クーパー・ハッカビー（英語版）（牛山茂）
- マイケル・ヴィンセント - スティーブン・メドウズ（英語版）
- ブライアン・ウォーカー - ワーウィック・シムズ
- ヴェロニカ・ヘンソン=フィリップス - ラウレッタ
- エレン - カレン・エリーゼ・ボールドウィン
- ベイビードール - イヴェット・ブキャナン
- トム・クレモンズ - スティーヴン・バークス
- トム・マイケルソン - ポール・カー（英語版）
- マフィー・ゴールドスタイン - ディーナ・ドロタル
- バード・ゴールドスタイン - ラリー・ポインデクスター（英語版）
- シャピロ - チック・ヴェネラ（英語版）

日本語吹替その他：滝沢久美子、小室正幸、中田和宏、有本欽隆、藤木聖子、引田有美、金尾哲夫、紗ゆり、幹本雄之、仲野裕、古田信幸、立木文彦、金野恵子、沢海陽子
日本語版制作スタッフ 演出：小林守夫、翻訳：平田勝茂、調整：高久孝雄、効果：リレーション、配給：東北新社、制作：テレビ東京／東北新社、制作協力：テレビハウス
テレビ初回放送日：1993年4月1日テレビ東京『木曜洋画劇場』

## 撮影
本作は、1989年11月27日から12月までの1ヶ月間で撮影された。撮影はカリフォルニア州のロサンゼルスで行われ、一部のシークエンスはケニアで撮影された。

## 続編
本作には続編があり、いずれもウィル・グリフィス役にアンドリュー・スティーヴンスが起用されている。続く2作（『ミッドナイト ボディガード』、『ナイトアイズ3』）では相手役の女性にシャノン・トゥイードを起用し、4作目ではポーラ・バルビエリを起用している。